# 폰트레시나역
폰트레시나역(독일어: Pontresina)은 스위스 그라우뷘덴주의 폰트레시나 지자체에 있는 기차역이다. 이 역은 래티셰 철도의 베르니나와 사메단-폰트레시나선의 교차점에 위치해 있다.
역에는 큰 역 건물과 1에서 7까지 번호가 매겨진 7개의 선로가 있지만, 이 중 3개만 플랫폼이 제공된다. 역 건물에 인접한 측면 승강장은 1번 선로와 보행자 지하철로 접근할 수 있는 섬 승강장으로 3번과 4번 선로를 연결한다. 역 근처에는 7개의 선로 창고 건물이 있어 베르니나선에서 사용되는 제설 장비를 관리하는 역할을 한다.

## 운행편
다음 서비스는 폰트레시나에서 정차한다:
- 베르니나 익스프레스 : 쿠어 또는 생모리츠와 티라노역 (RhB) 사이를 하루에 여러 번 왕복한다.
- 레기오 :
  - 생모리츠와 티라노역 (RhB) 사이의 시간별 서비스.
  - 폰트레시나와 스쿠올-타라스프 사이의 매시간 운행.

## 이종 전철
사메단의 라인은 래티셰 철도의 표준 11kV AC를 사용하여 전기를 공급하지만, 베르니나선은 자체적인 1000V DC 전기를 사용하므로 역 운영에 몇 가지 복잡한 문제가 발생한다. 트랙 1과 2는 11kV AC에서 전기가 공급되며, 폰트레시나에서 끝나는 사메단에서 기차에 의해 사용된다. 4번에서 7번 트랙은 1000V DC에서 전기가 공급되며, 베르니나선을 통해 생모리츠와 티라노 사이를 운행하는 열차에 사용된다. 트랙 3에는 전환 가능한 가공선이 있으며, 두 노선의 열차는 물론 쿠어와 티라노 사이의 베르니나 익스프레스 열차와 같이 두 노선 사이를 통과하는 열차에서도 사용할 수 있다.

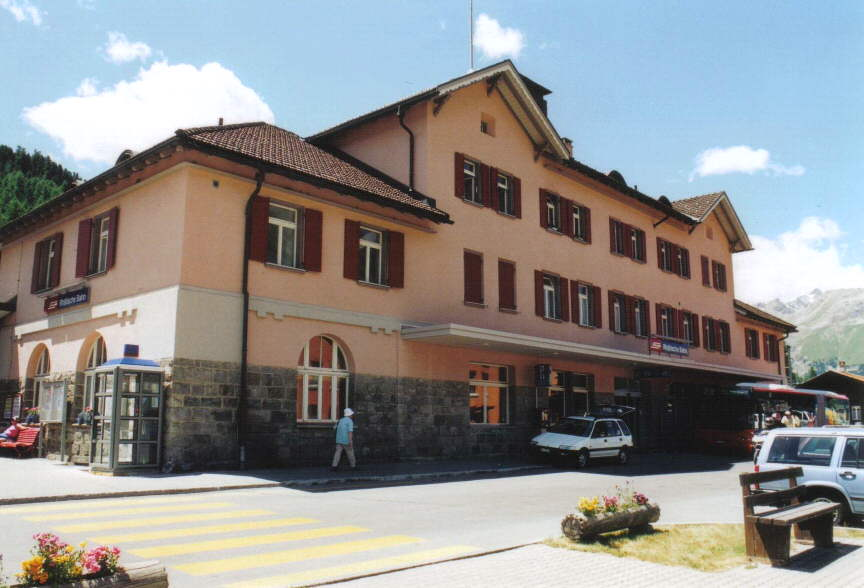
폰트레시나역 전면부
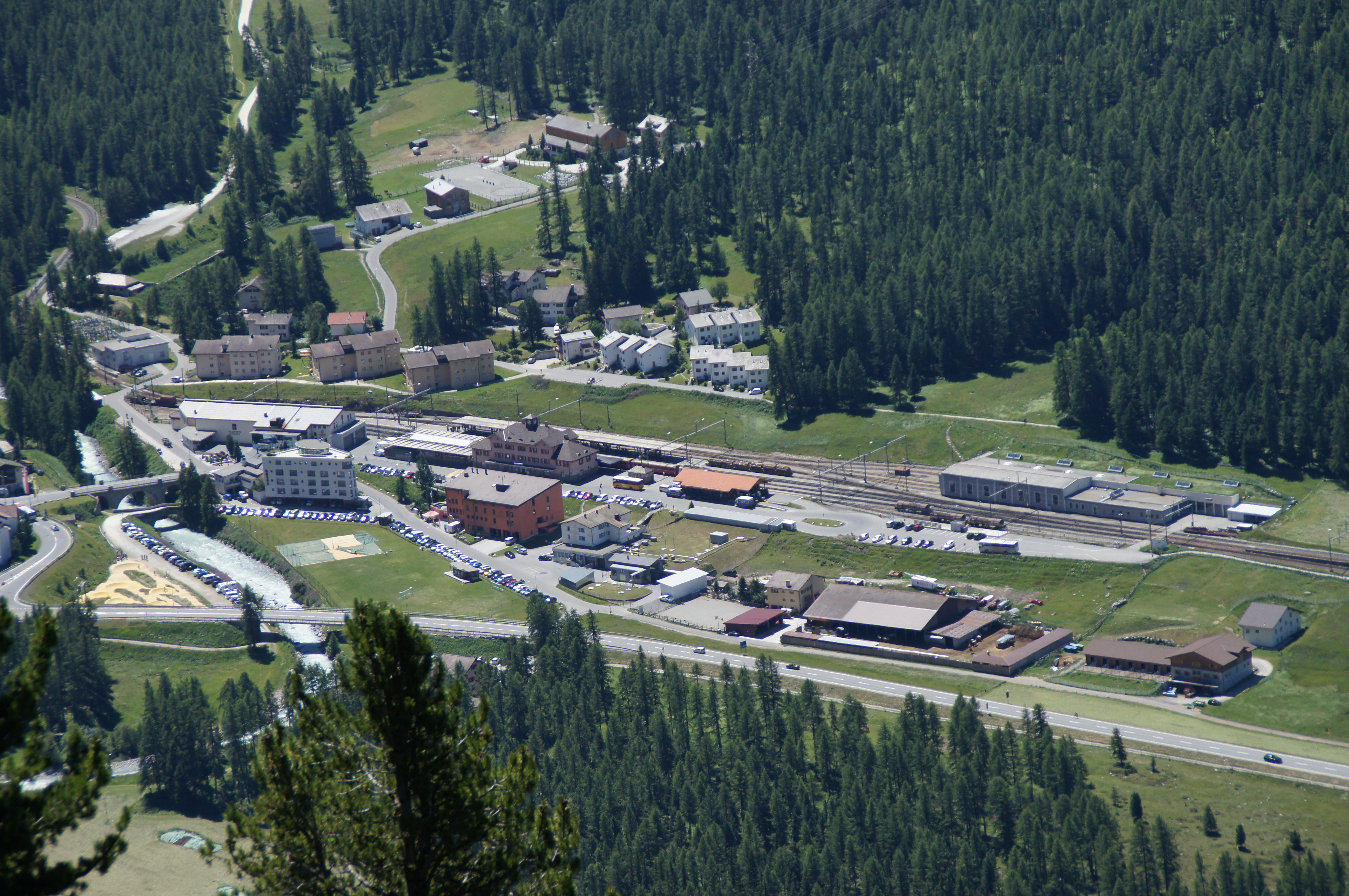
상부에서 본 폰트레시나역
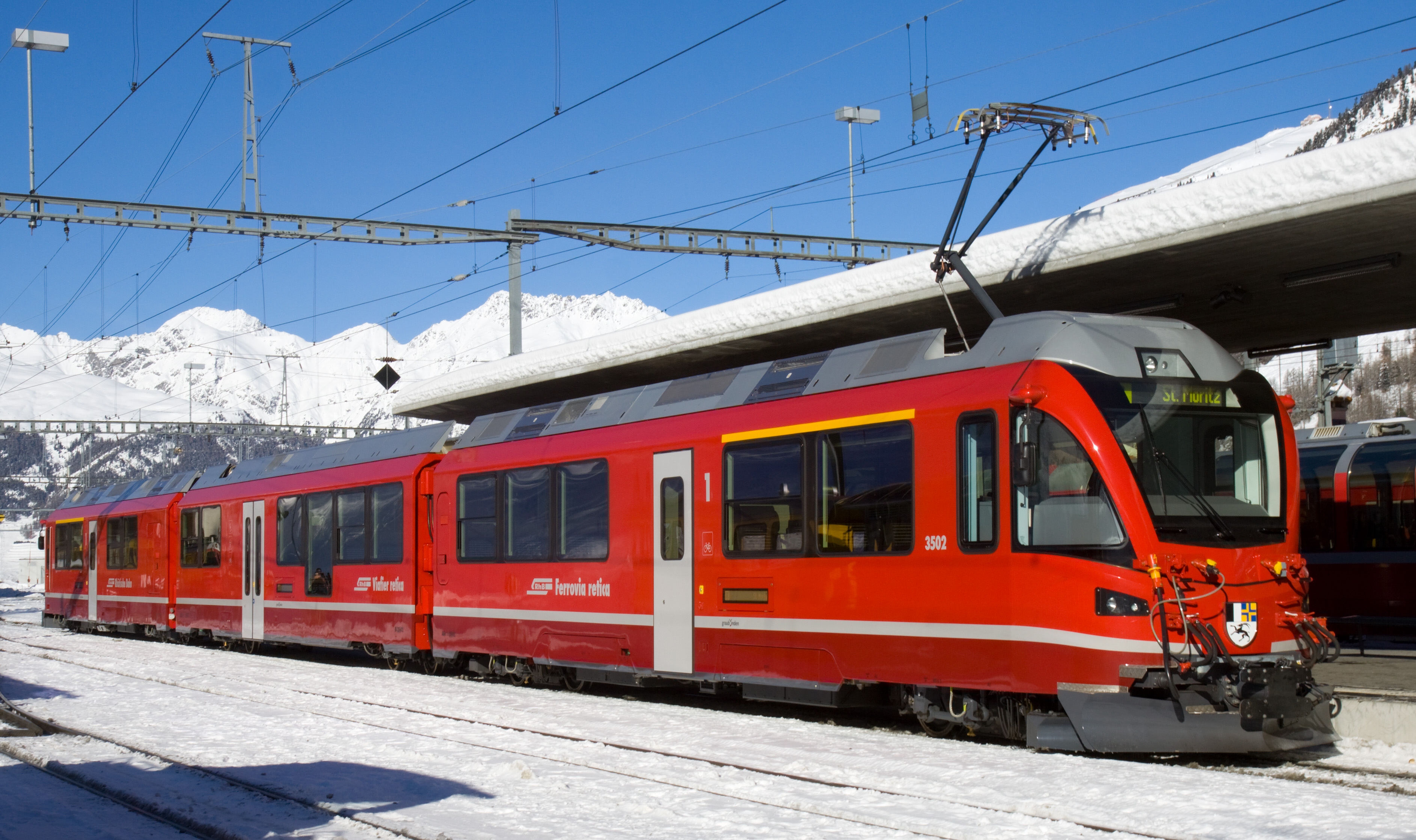
폰트레시나의 래티셰 철도 ABe 8/12 알레그라